# Joël (prophète)
Pour l’article homonyme, voir Joël.
יואל
Joël (en hébreu : יואל, qui signifie "Yahweh est Dieu") (yoel en hébreu ; yo abréviation de yahvé et « el », qui signifie est Dieu) est le deuxième des douze petits prophètes de la Bible. Il est l'auteur du Livre de Joël dans Nevi'im qui est la deuxième partie du Tanakh de la tradition juive et de l'Ancien Testament de la tradition chrétienne.

## Biographie
D'après le récit biblique, Joël est « fils de Pétouél », 1:1). Il réside au sein de la tribu de Juda (à laquelle on peut supposer qu'il appartenait). C'est « un Judéen de l'époque post-exilique, appartenant peut-être au sacerdoce du nouveau Temple dont il évoque notamment la liturgie pénitentielle (1:13-14, 2:15-17), et formé à l'école d'Ézéchiel, par des maîtres attachés au privilège d'élection du peuple saint (2:17, 4:2) ».

## Datation
Couramment, Joël est daté de 400 avant notre ère.
« Mais, selon certaines sources juives, notamment le Séder Olam, Joël aurait vécu à l'époque du roi de Juda Manassé [688-642 avant notre ère] et il aurait été le contemporain des prophètes Nahum et Habacuc [fin du VIIe s. avant notre ère ?]. Cette hypothèse s'appuie également sur l'utilisation d'une langue hébraïque pure ».

## Le Livre de Joël
« La plupart des exégètes contemporains datent cet écrit du début du IVe s., et certains l'estiment même rédigé seulement au IIe s. avant notre ère" (André-Marie Gérard, Dictionnaire de la Bible, 1989, p. 671).
"Le Livre de Joël se divise naturellement en deux parties. Dans la première, une invasion de sauterelles qui ravage Juda provoque une liturgie de deuil et de supplication ; Yahvé répond en promettant la fin du fléau et le retour de l'abondance. La seconde partie décrit dans un style apocalyptique, le jugement des nations et la victoire définitive de Yahvé et d'Israël. L'unité entre les deux parties est assurée par la référence au Jour de Yahvé.
Les sauterelles sont l'armée de Yahvé lancée pour exécuter son jugement, un Jour de Yahvé, dont on ne peut être sauvé par la pénitence et la prière ; le fléau devient le type du grand jugement final, le Jour de Yahvé qui ouvrira les temps eschatologiques. L'absence de référence à un roi, les allusions à l'Exil, mais aussi au Temple reconstruit, les rapports avec le Deutéronome et les prophètes postérieurs : Ézéchiel, Sophonie, Malachie, Abdias font penser que le livre aurait été composé aux environs de 400 avant Jésus-Christ. Ses attaches avec le culte sont évidentes avec une liturgie pénitentielle qui s'achève par la promesse prophétique du pardon divin. On a donc considéré Joël comme un prophète cultuel, attaché au service du Temple. Le livret n'est pas le compte rendu d'une prédication dans le Temple, il est une composition écrite, faite pour être lue. On est à la fin du courant prophétique.
L'effusion de l'esprit prophétique sur tout le peuple de Dieu à l'ère eschatologique répond au souhait de Moïse. Le Nouveau Testament considère que l'annonce s'est réalisée lors de la venue de l'Esprit sur les Apôtres du Christ et Pierre citera tout ce passage : Joël est le prophète de la Pentecôte. Il est aussi le prophète de la pénitence et ses invitations au jeûne et à la prière, empruntées des cérémonies du Temple ou rédigées sur leur modèle, entreront naturellement dans la liturgie chrétienne du Carême ».

## Joël dans l'histoire

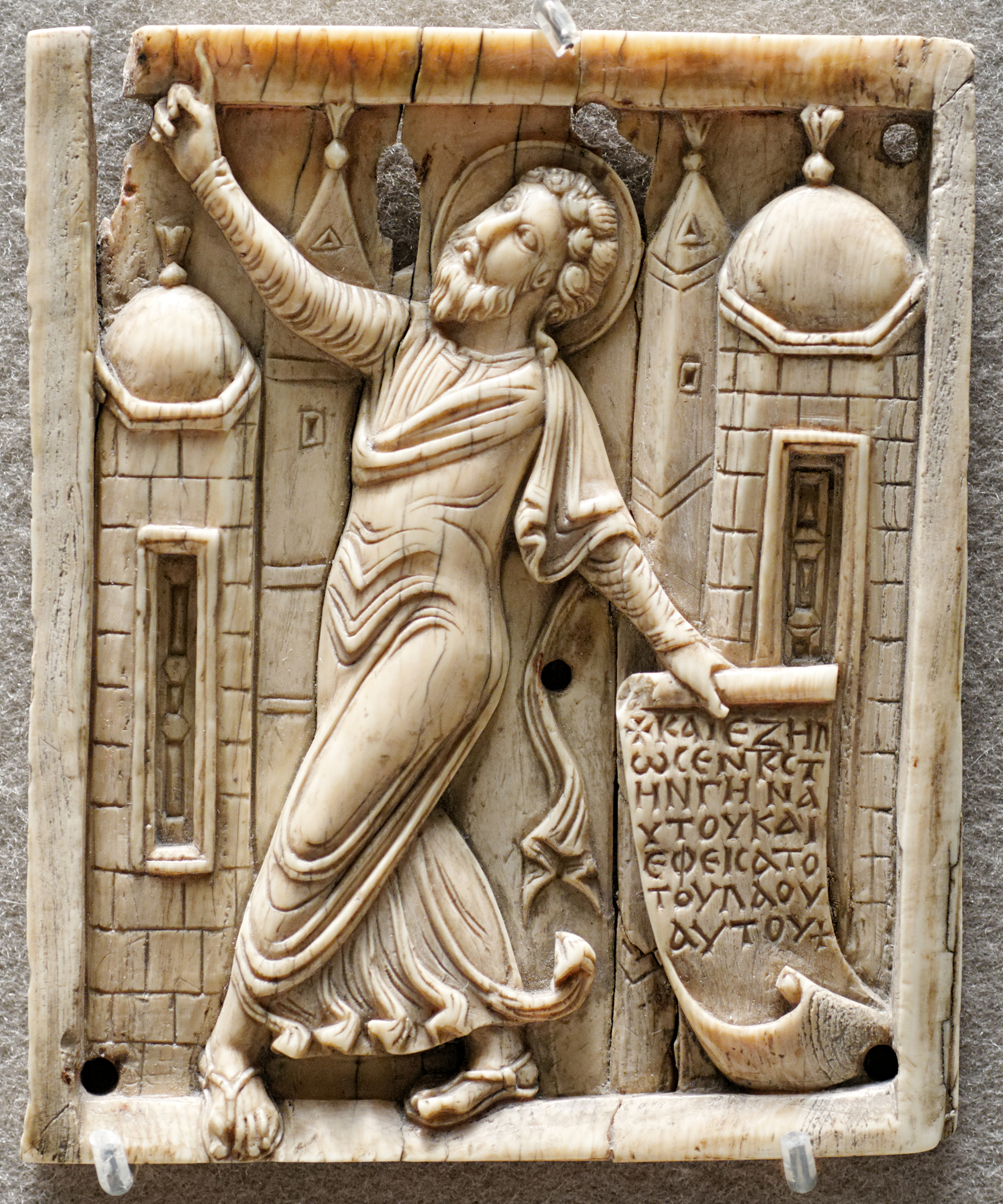
Plaque d'ivoire représentant le prophète Joël (VII), Syrie ou Palestine, musée du Louvre.

Le prophète Joël est cité dans le discours de Pierre au chapitre 2 des Actes des Apôtres, juste après l'envoi de l'Esprit Saint aux apôtres :
« Mais c'est ce qui a été dit par le prophète Joël :
Il arrivera dans les derniers jours, dit Dieu, que je répandrai de mon Esprit sur toute chair, et vos fils et vos filles prophétiseront, et vos jeunes gens auront des visions, et vos vieillards auront des songes » (Ac 2, 16-17).

### Éditions et traductions
- Michée, Sophonie, Joël, Nahoum, Habaqqouq, texte français par l'abbé Jean Steinmann, introduction et commentaires par l'abbé René Hanon, Éditions Desclée de Brouwer, 1961, 119 p.

### Études
- Martin Luther, Commentaire sur les révélations des prophètes Joël et Jonas (1525), Crespin, 1558.
- Antoine-Jean Baumgartner, Le Prophète Joël, introduction critique, traduction et commentaire, avec un index bibliographique, publié d'après les notes de Eugène Le Savoureux, Fischbacher, 1888.
- Jacques Gloaquen, Joël, ou Le chemin de la restauration, Lillebonne, Foi et Victoire, 2004, 154 p.
- Antoine Jean Baumgartner et Eugène Le Savoureux, Le Prophète Joël : Introduction critique, traduction et commentaire avec un index bibliographique ; pp. 6-158, Leopold Classic Library, 2017, 160 p. (ASIN B06WGQ5FBP).
- (en) David R. Arnold (trad. Joel: Le prophète de la Pentecôte), JOEL: The Prophet of Pentecost, Independently published, 2021, 162 p. (ISBN 979-8-5052-7653-2).